# Вінфілд (Техас)
Вінфілд (англ. Winfield) — місто (англ. city) в США, в окрузі Тайтус штату Техас. Населення — 422 особи (2020).

## Географія
Вінфілд розташований за координатами 33°9′56″ пн. ш. 95°6′40″ зх. д. / 33.16556° пн. ш. 95.11111° зх. д. (33.165434, -95.111225).  За даними Бюро перепису населення США в 2010 році місто мало площу 2,04 км², з яких 2,01 км² — суходіл та 0,03 км² — водойми.

## Демографія
Згідно з переписом 2010 року, у місті мешкали 524 особи в 156 домогосподарствах у складі 126 родин. Густота населення становила 257 осіб/км².  Було 173 помешкання (85/км²).
Расовий склад населення:
| - 75,2 % — білих - 1,3 % — корінних американців - 0,2 % — чорних або афроамериканців - 19,1 % — осіб інших рас |

До двох чи більше рас належало 4,2 %. Частка іспаномовних становила 53,8 % від усіх жителів.
За віковим діапазоном населення розподілялося таким чином: 34,0 % — особи молодші 18 років, 55,7 % — особи у віці 18—64 років, 10,3 % — особи у віці 65 років та старші. Медіана віку мешканця становила 27,4 року. На 100 осіб жіночої статі у місті припадало 83,2 чоловіків;  на 100 жінок у віці від 18 років та старших — 91,2 чоловіків також старших 18 років.
Середній дохід на одне домашнє господарство  становив 41 682 долари США (медіана — 34 125), а середній дохід на одну сім'ю — 42 076 доларів (медіана — 43 750). За межею бідності перебувало 34,1 % осіб, у тому числі 48,0 % дітей у віці до 18 років та 28,6 % осіб у віці 65 років та старших.
Цивільне працевлаштоване населення становило 193 особи. Основні галузі зайнятості: освіта, охорона здоров'я та соціальна допомога — 34,2 %, будівництво — 15,5 %, виробництво — 15,0 %.